# كاثلين بيترسون
كاثلين بيترسون (بالإنجليزية: Kathleen Peterson)‏ هي سيدة أعمال ومهندسة أمريكية، ولدت في 21 فبراير 1953 في غرينزبورو في الولايات المتحدة، وتوفيت في 9 ديسمبر 2001 في درم في الولايات المتحدة.